# Череміс
Черемі́с (рос. Черемис, ерз. Черемис) — село у складі Ковилкінського району Мордовії, Росія. Входить до складу Рибкинського сільського поселення.
Населення — 215 осіб (2010; 271 у 2002).
Національний склад станом на 2002 рік:
- росіяни — 92 %